# Šeimena
Šeimena je řeka v Litvě, v Suvalkiji, v okrese Vilkaviškis (Marijampolský kraj). Pramení na severním okraji vsi Daukšaičiai, 2,5 km na jih od obce Pašeimeniai. Řeka se kroutí zpočátku směrem severoseverovýchodním, od vsi Bardauskai dále směrem severoseverozápadním, protéká okresním městem Vilkaviškis, u obce Klausučiai se stáčí na západ, u vsi Gustaičiai přibírá vody horního toku řeky Širvinta, do jejíhož starého původního toku se vlévá 1 km na sever od vsi Lauckaimis na hranici s Kaliningradskou oblastí Ruska, 8,5 km od jejího ústí do Šešupė jako její pravý přítok. Průměrný spád je 209 cm/km. Řeka patří do povodí řeky Nemunas a úmoří Baltského moře.

## Přítoky
- Levé:

| Hydrologické pořadí | Řeka     | Délka (km) | Povodí (km²) | Vzdálenost od ústí (km) | Ústí kde     | Koordináty ústí |
| ------------------- | -------- | ---------- | ------------ | ----------------------- | ------------ | --------------- |
| 15010587            | Šaltupis | 6,1        | 10,4         | 35,2                    | Pūstapėdžiai |                 |
|                     | ?        | 1,5        |              | ~35                     | Pūstapėdžiai |                 |
| 15010591            | Vembrė   | 13,7       | 31,0         | 32,6                    | Vilkaviškis  |                 |
| 15010598            | Kastinė  | 6,3        | 19,3         | 28,0                    | Vilkaviškis  |                 |
| 15010601            | Širvinta | 54,5       | 648,1        | 13,2                    | Gustaičiai   |                 |
| 15010619            | Vilkupis | 13,0       | 31,1         | 8,8                     | Vilkupiai    |                 |
| 15010622            | Juodupė  | 7,5        | 11,5         | 4,3                     | Lauckaimis   |                 |
| 15010623            | Š - 1    | 4,7        | 6,4          | 0,3                     | Lauckaimis   |                 |

- Pravé:

| Hydrologické pořadí | Řeka     | Délka (km) | Povodí (km²) | Vzdálenost od ústí (km) | Ústí kde    | Koordináty ústí |
| ------------------- | -------- | ---------- | ------------ | ----------------------- | ----------- | --------------- |
| 15010593            | Š - 4    | 4,6        | 5,5          | 32,0                    | Vilkaviškis |                 |
| 15010594            | Vilkauja | 13,3       | 50,3         | 29,9                    | Vilkaviškis |                 |
|                     | ?        | 2,2        |              | 23,8                    | Klausučiai  |                 |
| 15010599            | Š - 2    | 5,1        | 6,3          | 20,9                    | Giedriai    |                 |

Mimo uvedené má Šeimena v horním toku ještě další jeden nevýznamný levý a další dva nevýznamné pravé přítoky.

## Galerie

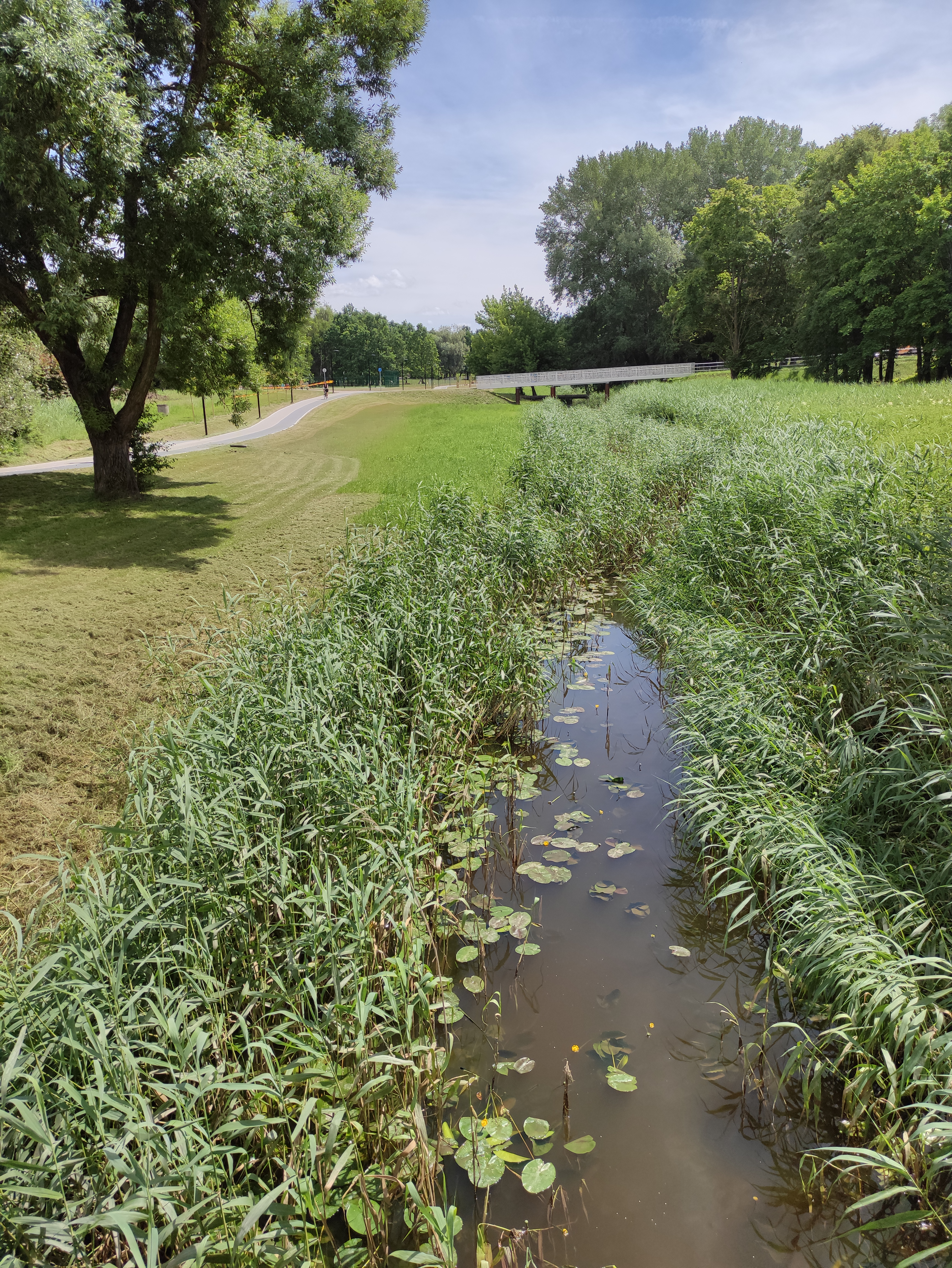
Šeimena ve městě Vilkaviškis
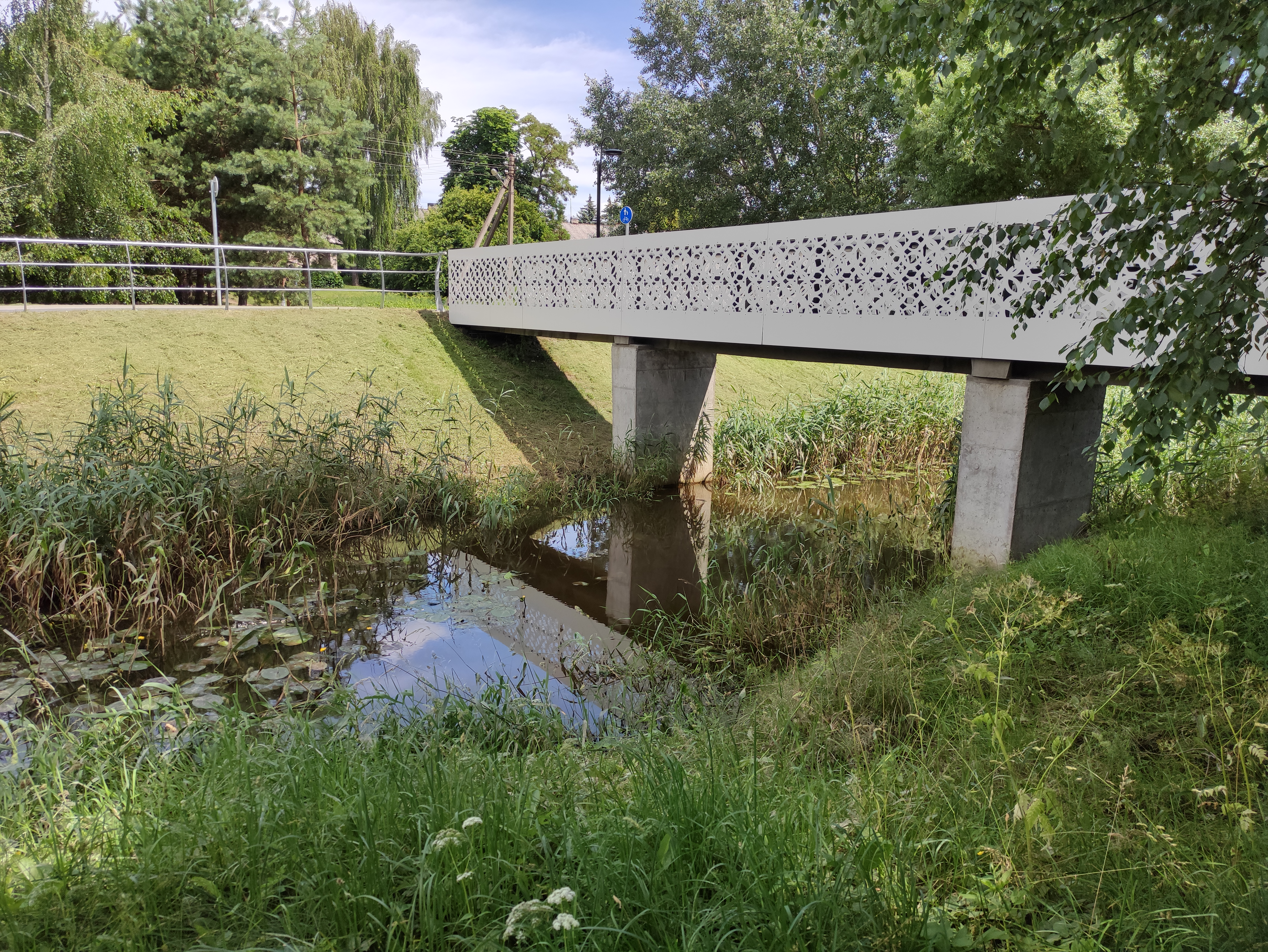
Šeimena ve městě Vilkaviškis
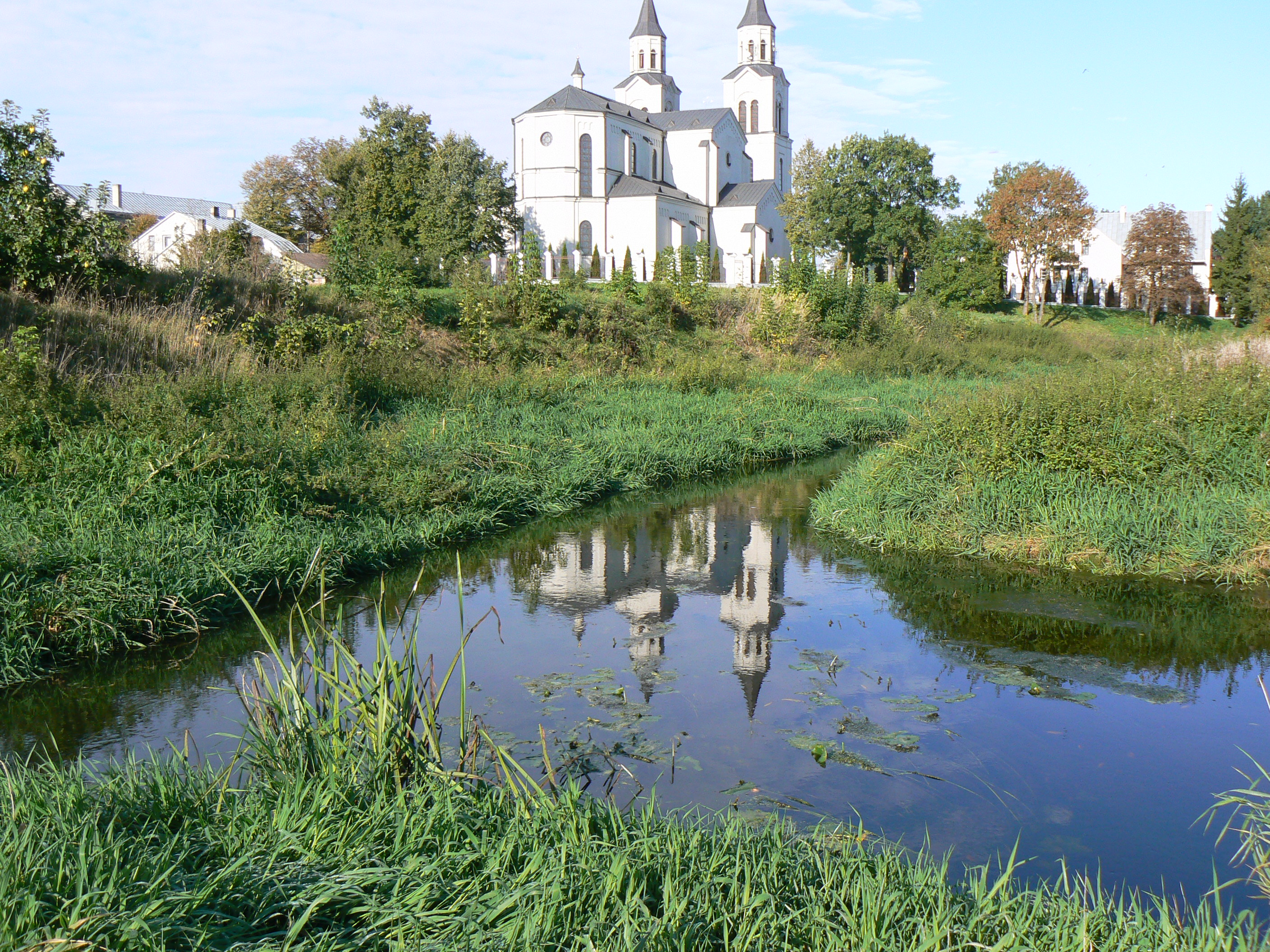
Soutok Šeimeny s Vilkaujou ve Vilkaviškisu
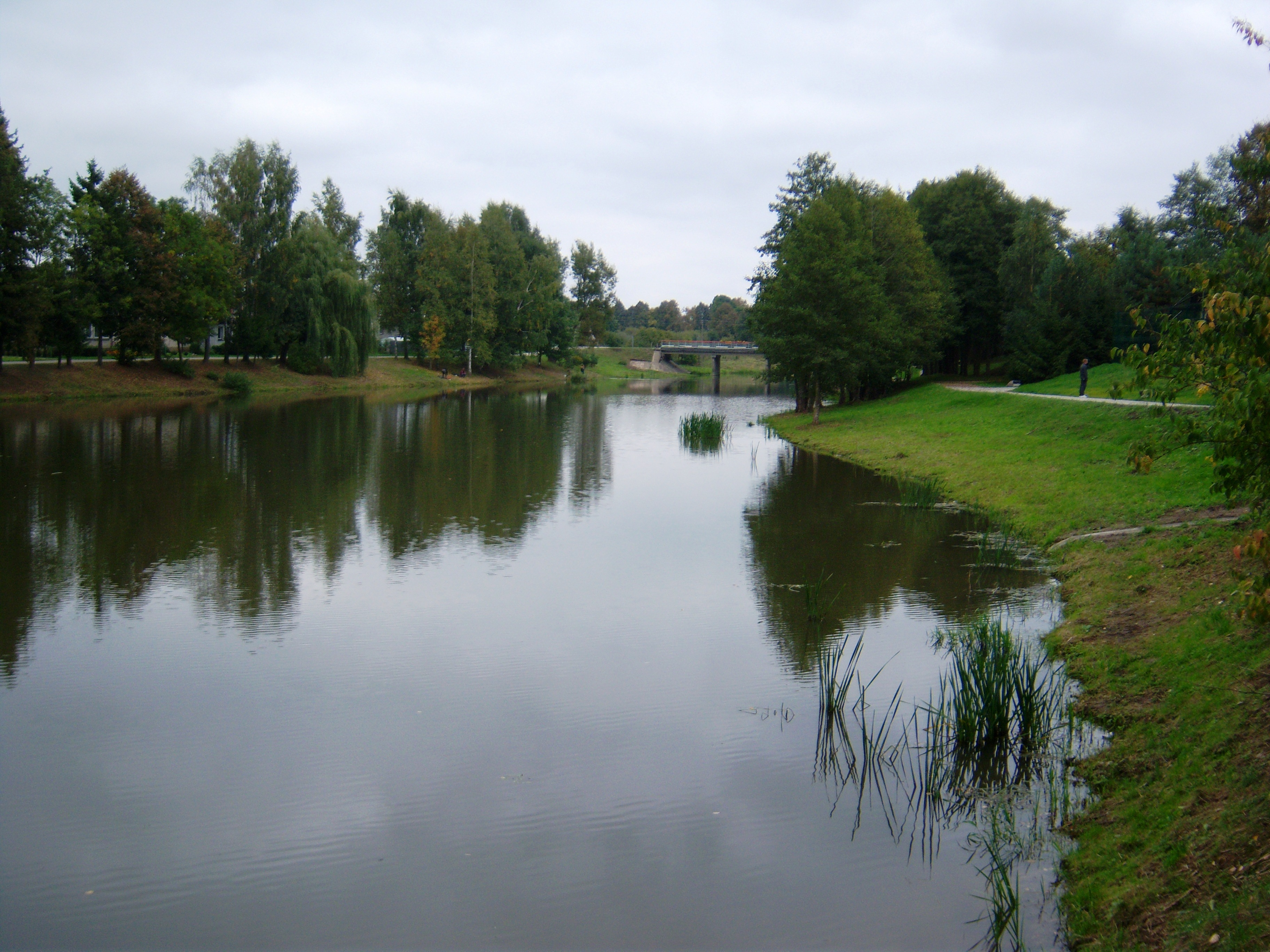
Nádrž na řece ve vsi Klausučiai
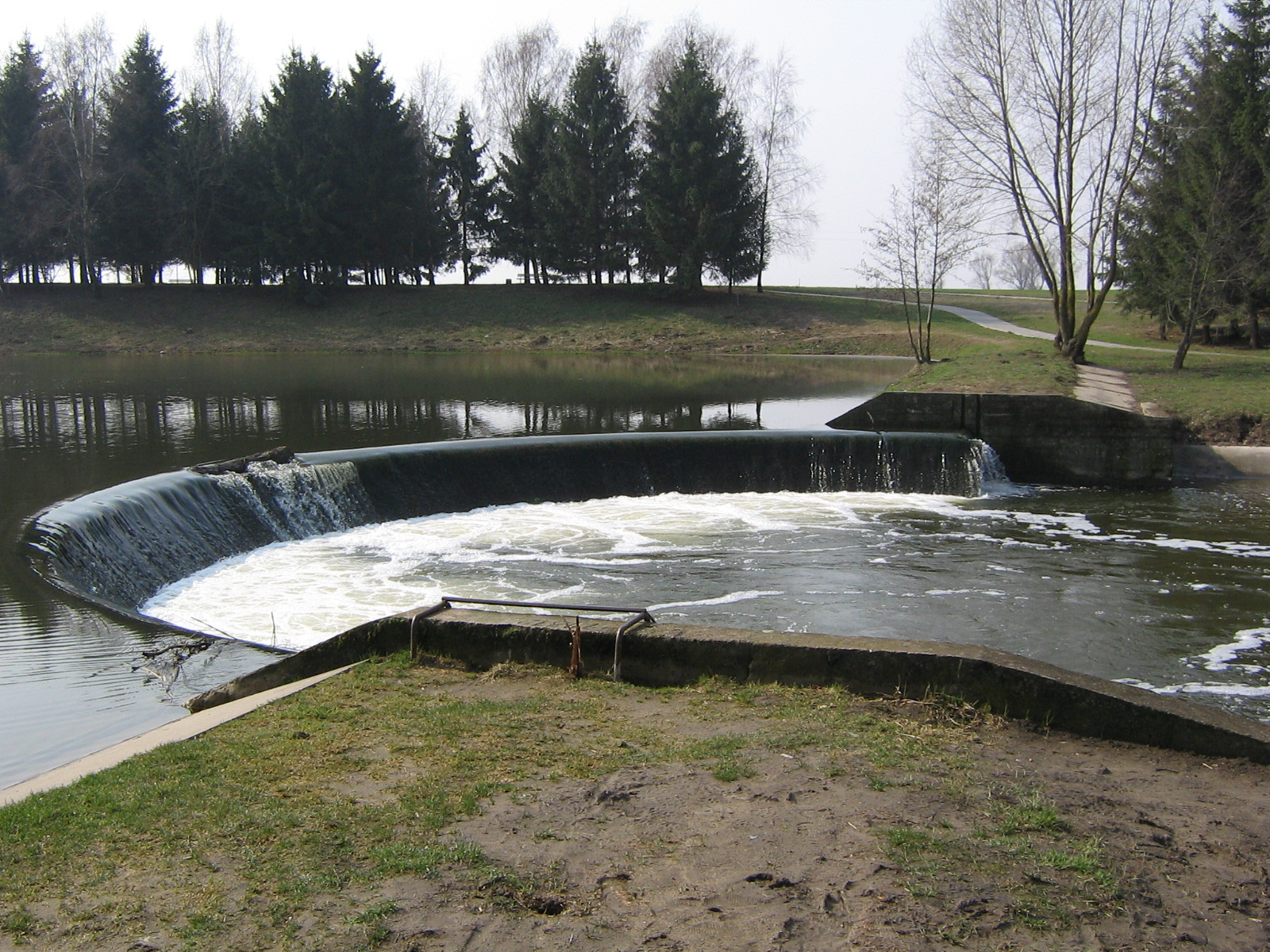
Jez na řece ve vsi Klausučiai